# 정현석 (군인)
정현석(1959년 ~  )은 전라남도 광양시에서 출생한 대한민국 육군 군인이었다.

## 생애
그는 학사사관 3기 출신으로 육군 학사사관 최초로 장군에 진급했다. 육군 학사사관 제도는 1981년 전투병과 위주의 정예 간부 629명이 학사 1기로 광주 상무대에서 임관하므로 시작되어, 창설 29년만인 2010년에 최초의 장성을 배출하게 되었다. 2012년 학사 6기의 이상윤 준장, 2013년 학사 5기 방향혁 준장, 학사 6기 정우교 준장이 장성 진급에 성공했다.

## 학력
- 순천고등학교 졸업
- 원광대학교 법학과 학사
- 육군보병학교 수료
- 서울시립대학교 경영대학원 경영학 석사
- 한남대학교 행정학박사

## 경력
- 1983년 : 육군소위 임관(학사3기, 보병)
- 2010년 : 육군준장진급
- 2010년 ~ 2012년 : 특전사 7공수여단장
- 2012년 ~ 2013년 : 육군종합행정학교 교수부장
- 2013년 : 육군교육사령부 지원부장
- 2013년 ~ 2014년 : 육군1야전군사령부 인사처장
- 2015년 ~ 2016년 : 육군 제60보병사단장
- 2016년 : 전역

## 같이 보기
- 육군 학사사관